# Tofslärkan 9

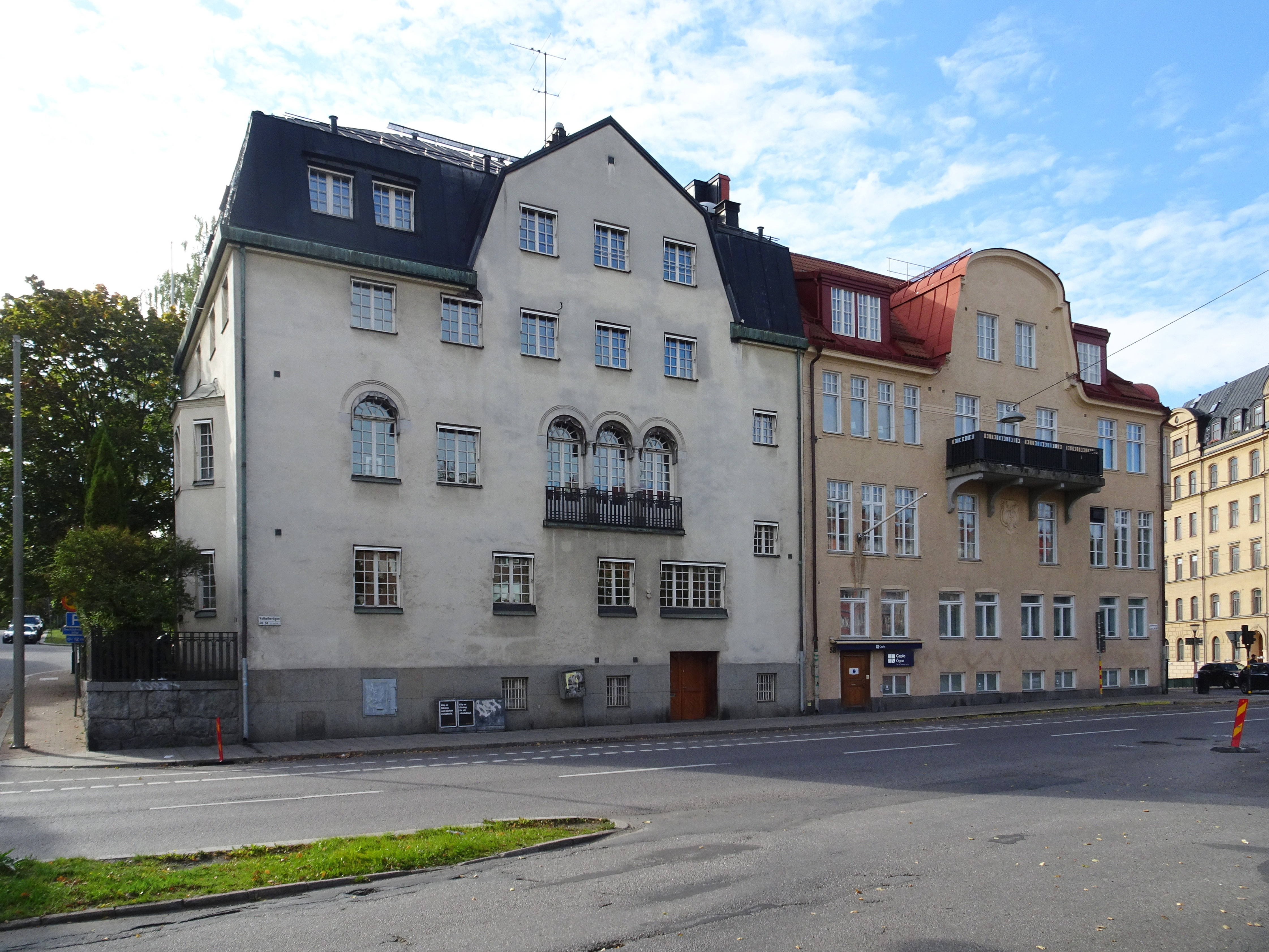
Tofslärkan 9 (till vänster) och Tofslärkan 8 från Valhallavägen, 2022.

Tofslärkan 9 är en kulturhistoriskt värdefull fastighet i kvarteret Tofslärkan i Lärkstaden på Östermalm i Stockholm. Denna tidigare stadsvilla i hörnet Valhallavägen 60 / Tyrgatan 13 uppfördes 1909–1910 av byggmästaren Carl Eugen Öfverberg efter ritningar av arkitekt Thor Thorén för kaptenen John Klingspor. Fastigheten är grönmärkt av Stadsmuseet i Stockholm, det innebär "särskilt värdefull från historisk, kulturhistorisk, miljömässig eller konstnärlig synpunkt".

## Bakgrund och planering

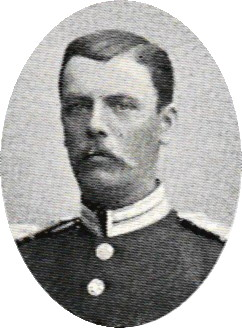
Byggherren Klingspor.

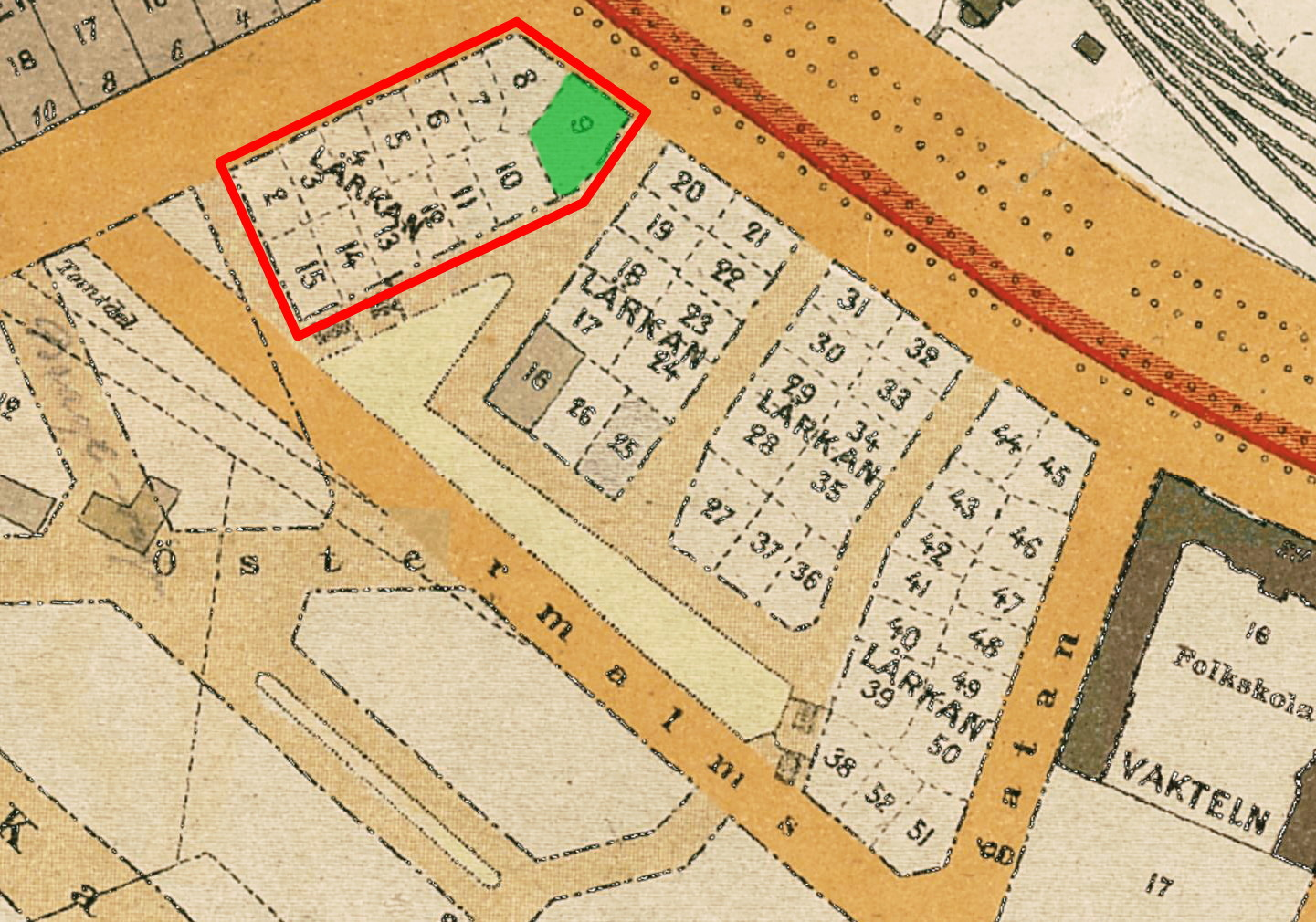
Lärkan 9 med grön markering (dagens Tofslärkan 9) år 1909.

Lärkan 9, sedermera namnändrad till Tofslärkan 9, var en av 51 fastigheter i dåvarande kvarteret Lärkan som, enligt en av Per Olof Hallman 1902 utarbetad stadsplan, skulle bebyggas med enfamiljsvillor. Stadsingenjörskontoret fick i uppdrag att stycka "överkomliga" tomter med storlekar mellan drygt 270 och 550 kvadratmeter vilka såldes av Stockholms stad med äganderätt.
Målgruppen var den välsituerade samhällsklassen med yrken som grosshandlare, direktörer, militärer, läkare, högre tjänstemän, arkitekter och ingenjörer. Försäljningen började genom auktioner i februari 1909. Det infann sig 150 spekulanter och 41 tomter såldes omgående. Lärkans tomt nr 9 förvärvades i maj 1909 av arkitekten Thor Thorén som samtidigt även köpte ytterligare tre fastigheter i Lärkan: Trädlärkan 2, Trädlärkan 3 och Trädlärkan 9. Själv flyttade han till sin stadsvilla Trädlärkan 3 vid Tyrgatan 6.
Det var vanligt att arkitekter eller byggmästare köpte tomter i lärk-kvarteren eftersom de var insatta i stadens framtida byggplaner. Hörntomten Tofslärkan 9 omfattade en areal om 555,5 kvadratmeter och var det största i Lärkan. Till fastigheten hörde även mark för en trädgård som anslöt i sydväst om byggrätten med infart från Tyrgatan. Stadsplanerarnas avsikt var att Lärkans små trädgårdar skulle bilda ett sammanhang med "gröna utblickar" mellan husen. Tomterna kom dock att inhägnas av höga murar vilket delvis spolierade den ursprungliga idén.
Fastigheten bebyggdes av byggmästaren Carl Eugen Öfverberg vilken även uppförde närbelägna Tofslärkan 12 och Trädlärkan 3. Tofslärkan 9 såldes sedan tillsammans med det färdiga huset till John Klingspor, vid tillfället bankdirektör och kapten i Svea livgardets reserv.

## Byggnadsbeskrivning

### Exteriör

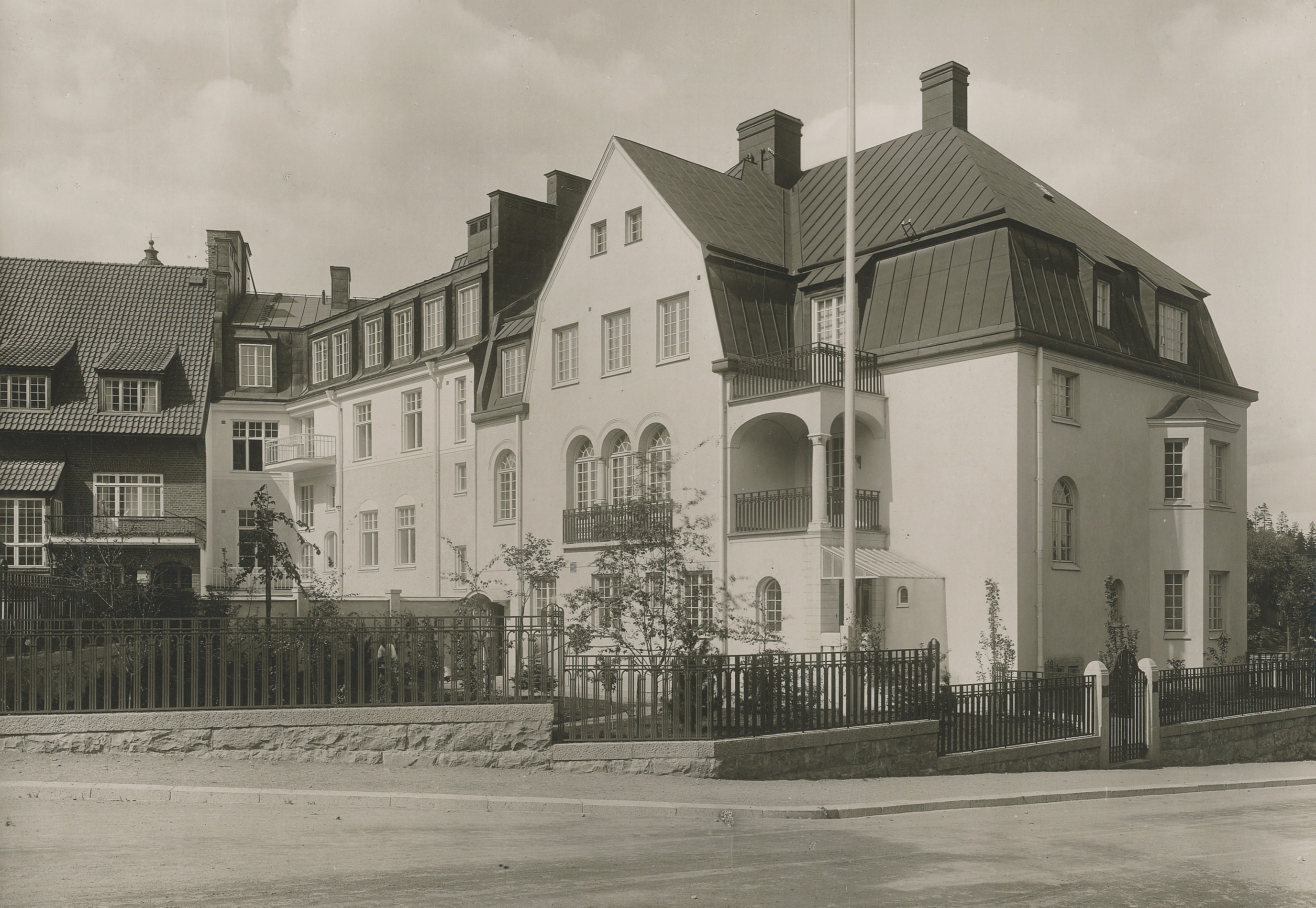
Tofslärkan 9 och 8 från Tyrgatan, 1911.

Tofslärkan 9 uppfördes ursprungligen i två våningar med inredd vindsvåning och källare under del av huset. Fasaderna slätputsades och avfärgades i gråvit kulör. Mot Valhallavägen höjer sig en gavelfronton över takfoten. I höjd med våning en trappa märks en grupp av tre rundbågiga fönster utformade som franska balkonger med kolonner i natursten mellan dessa och smidda räcken framför. Samma motiv finns också på gårdssidans fasad och användes av Thorén även på Trädlärkan 2, 3 och 9. Även mot gårdssidan accentueras fasaden av en gavelfronton.
Ett burspråk i två våningar anordnades på gavelfasaden mot Tyrgatan. Här finns även husets huvudentré som ligger indraget under ett skärmtak vilket bärs upp av en smäcker smideskonstruktion. Entréporten är från ursprungstiden och smyckas av talrika sniderier samt omges av en portal av natursten. Förstukvisten utgör en egen volym och kröns av en loggia med hörnkolonn och smidesräcken. Stilen är nationalromantiken med inslag av jugend. På smidesgrinden från Tyrgatan 13 syns initialerna ”ERJ” vilka avser grosshandlaren och konsulen E.R. Johnson som enligt Stockholms adresskalender ägde fastigheten efter Klingspor mellan 1916 och 1924.

### Interiör

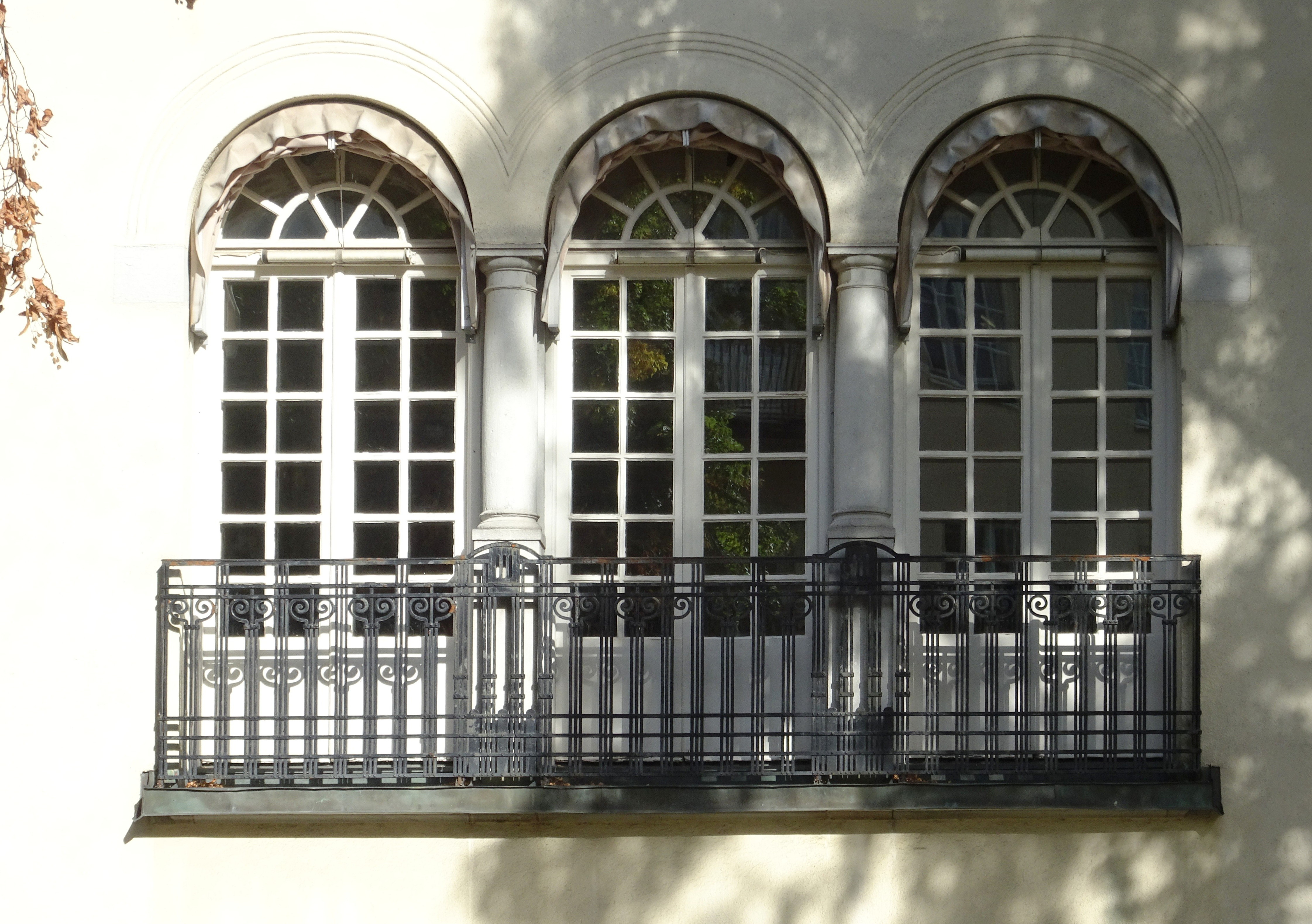
Tre rundbågiga fönster mot gården tillhörande vardagsrummet.

Familjen Klingspors bostad var generös tilltagen och upptog byggnadens tre våningar. Hushållet bestod av husherren Johan och hustrun Sofia samt deras barn Curt Carl och Rut Aurora. Till hushållet hörde även en ”tjänarinna” och två ogifta kvinnor. På bottenvåningen fanns entrén och några serviceutrymmen med plats för gårdskarlen, två domestikrum, köksregionen och strykrum. I hörnet mot Valhallavägen och Tyrgatan låg sonen Curt Carls rum med burspråk och egen ingång från entréhallen. 1910 var han i 22-årsåldern och löjtnant. 
På våning en trappa låg Klingspors representationsvåning med salong och matsal mot Valhallavägen samt vardagsrummet mot gården. Fruns rum låg i anslutning till vardagsrummet. Vindsvåningen var familjens sovrumsetage. Föräldrarna disponerade ett stort sovrum med tillhörande badrum i hörnet Valhallavägen / Tyrgatan och dottern Rut Aurora förfogade över två rum (dagligrum och sovrum) belägna mot trädgården. Utöver huvudtrappan fanns även en interntrappa som gick mellan våningarna. 
Rumsfördelningen enligt ursprungsritningar från 1909 var följande:
- Källarvåning (under del av huset) – pannrum, kol- och vedförråd, tvättstuga, mat- och vinkällare
- Bottenvåning – entré, trapphall med kapprum, två domestikrum, gårdskarlens rum, kök, strykrum, sonens rum
- Våning 1 trappa – huvudtrappa, vardagsrum, fruns rum, salong, matrum, serveringsrum med mathiss och trappa ner till köket
- Våning 2 trappor (vindsvåning) – huvudtrappa, hall, dotterns sovrum, dotterns dagligrum, sovrum, badrum, slöjdrum, domestik, interntrappa

### Arkitektritningar från 1909

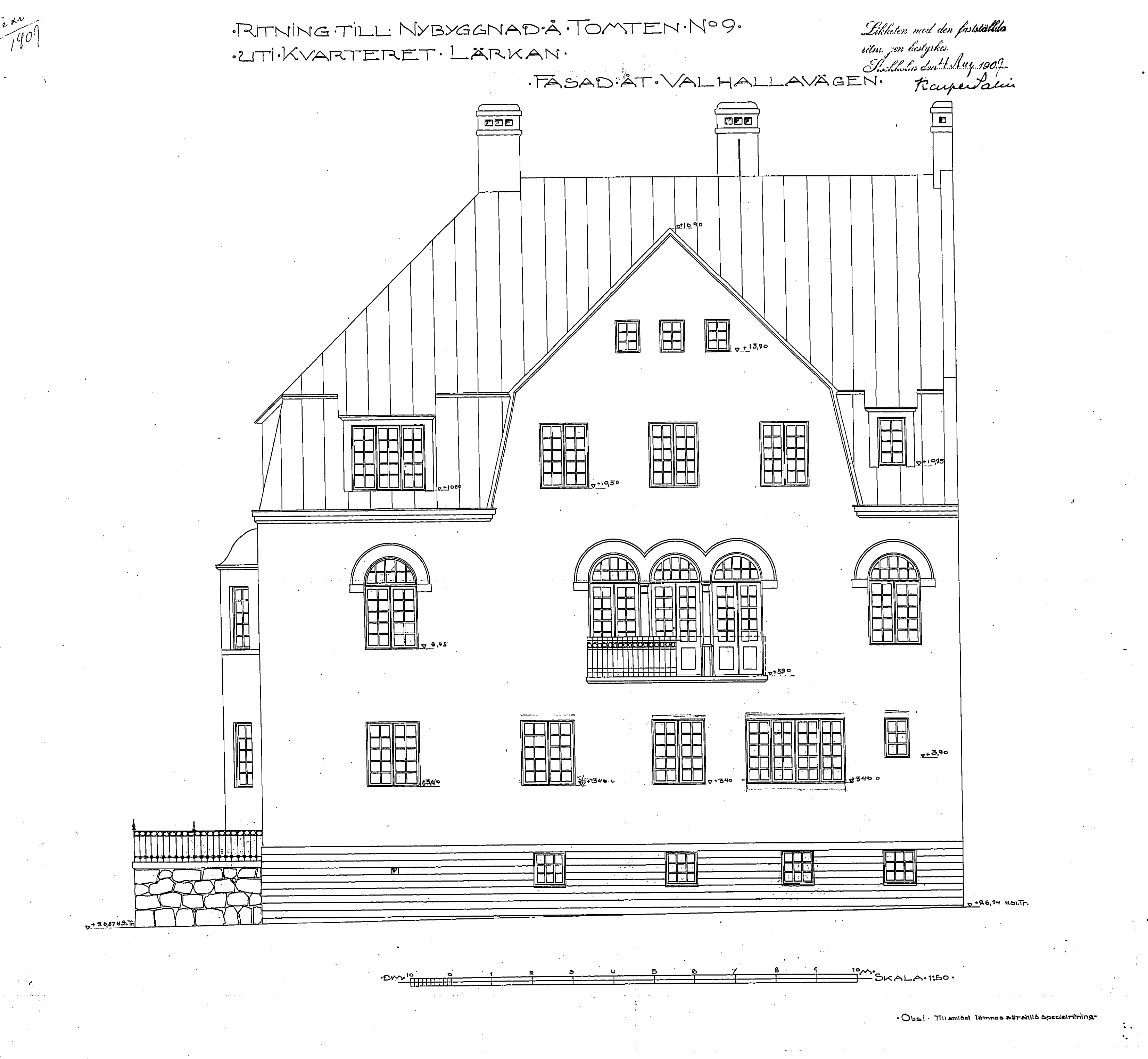
Fasad mot Valhallavägen.
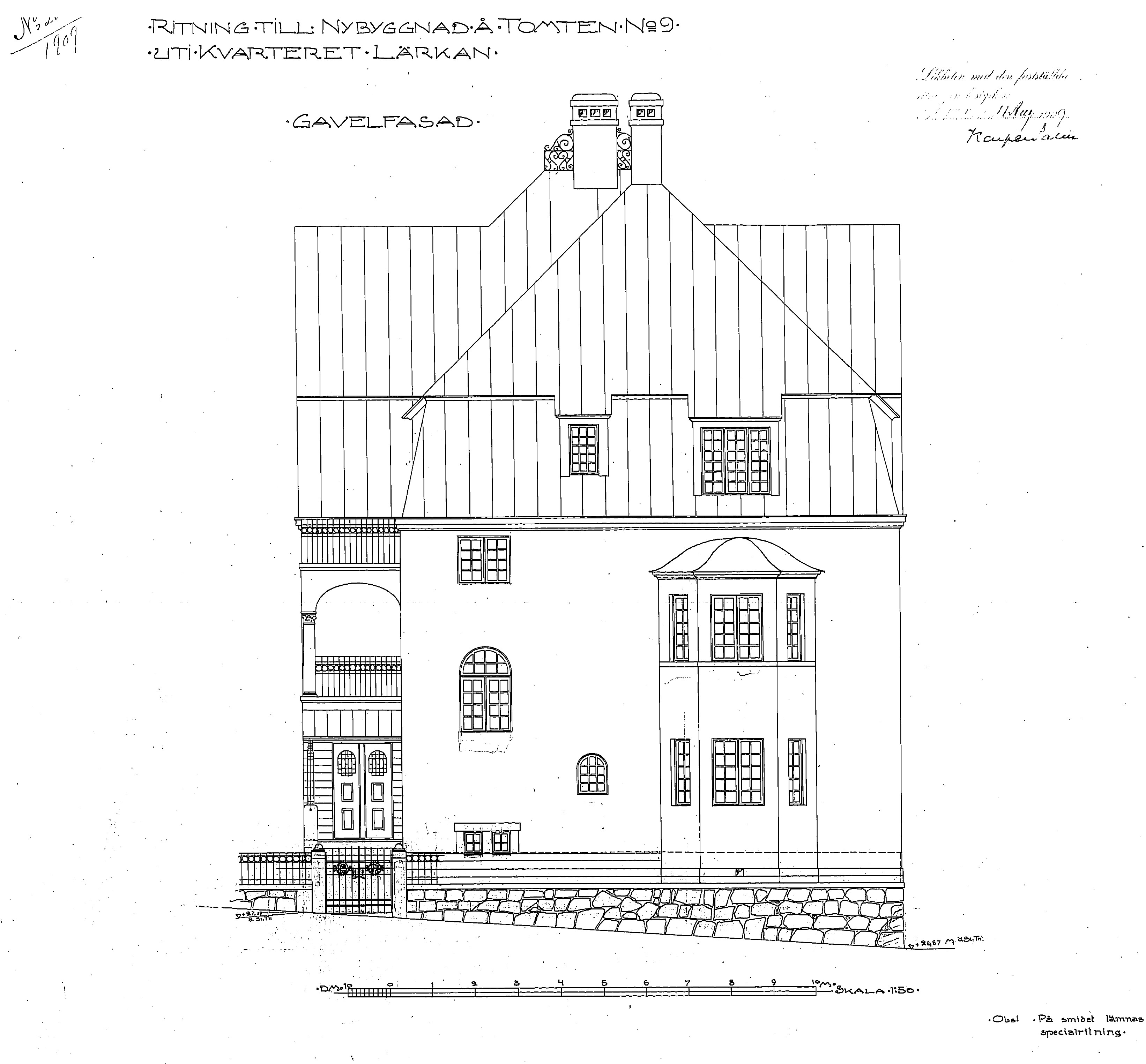
Fasad mot Tyrgatan.
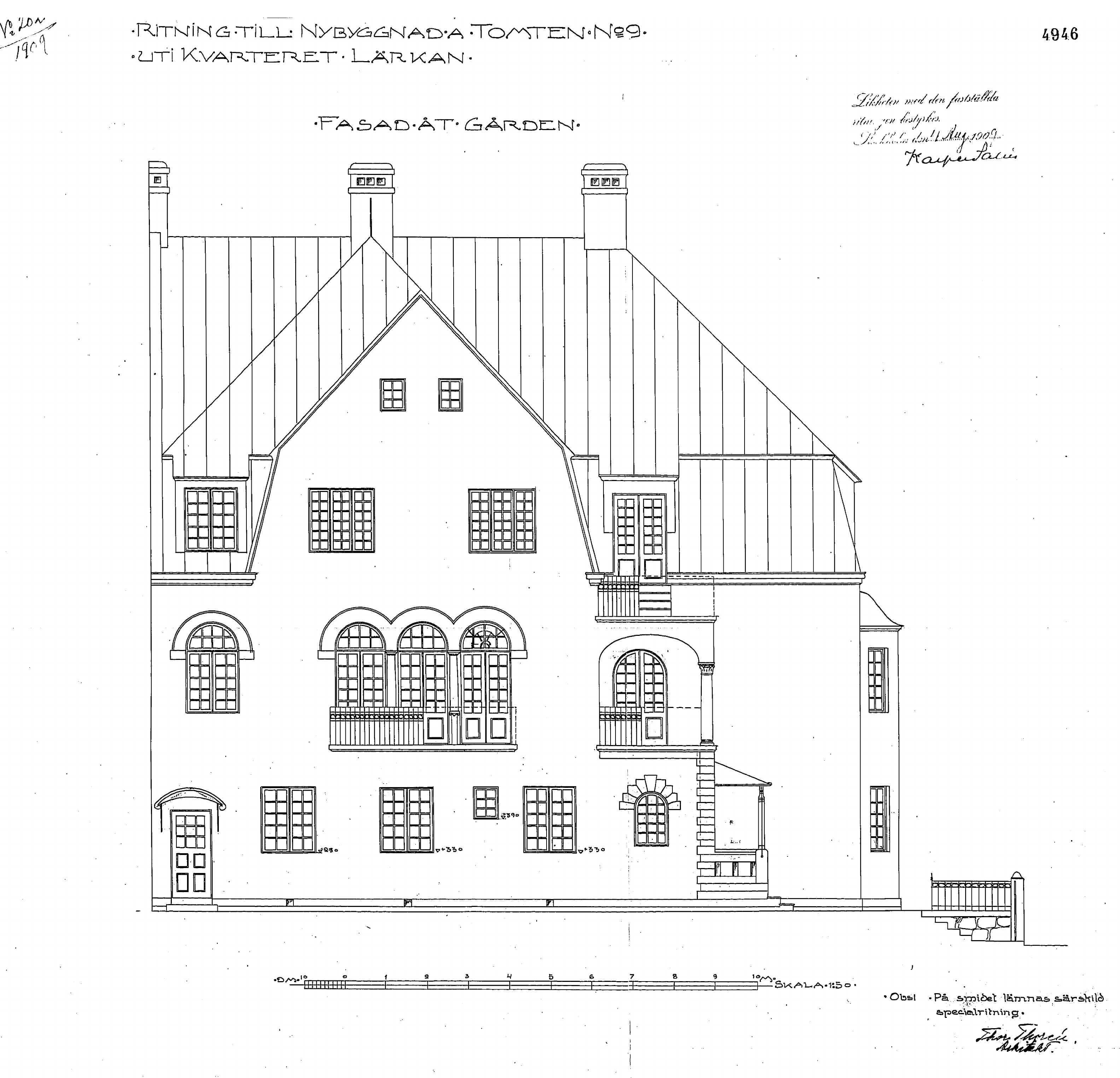
Fasad mot trädgården.
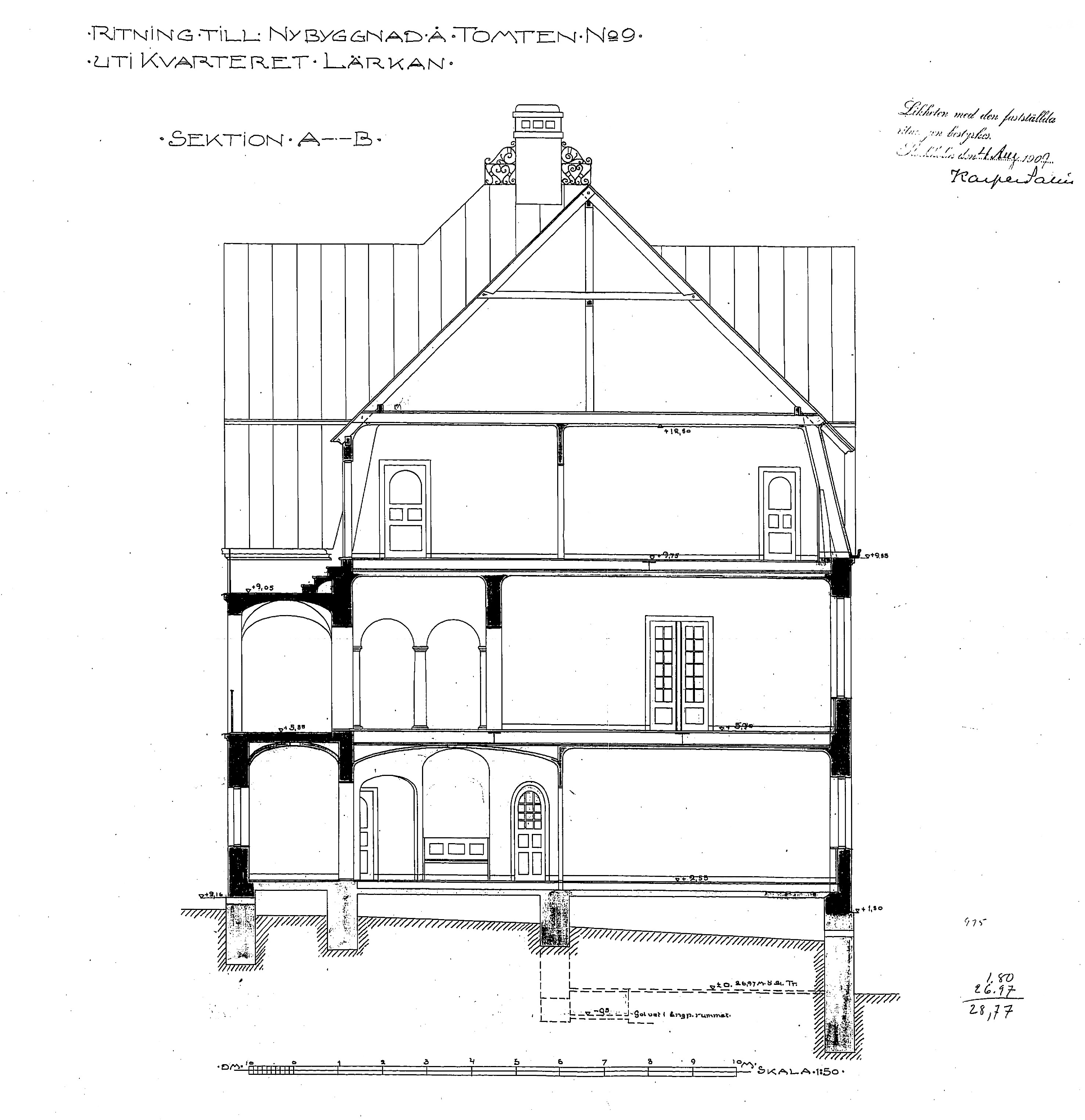
Sektion.

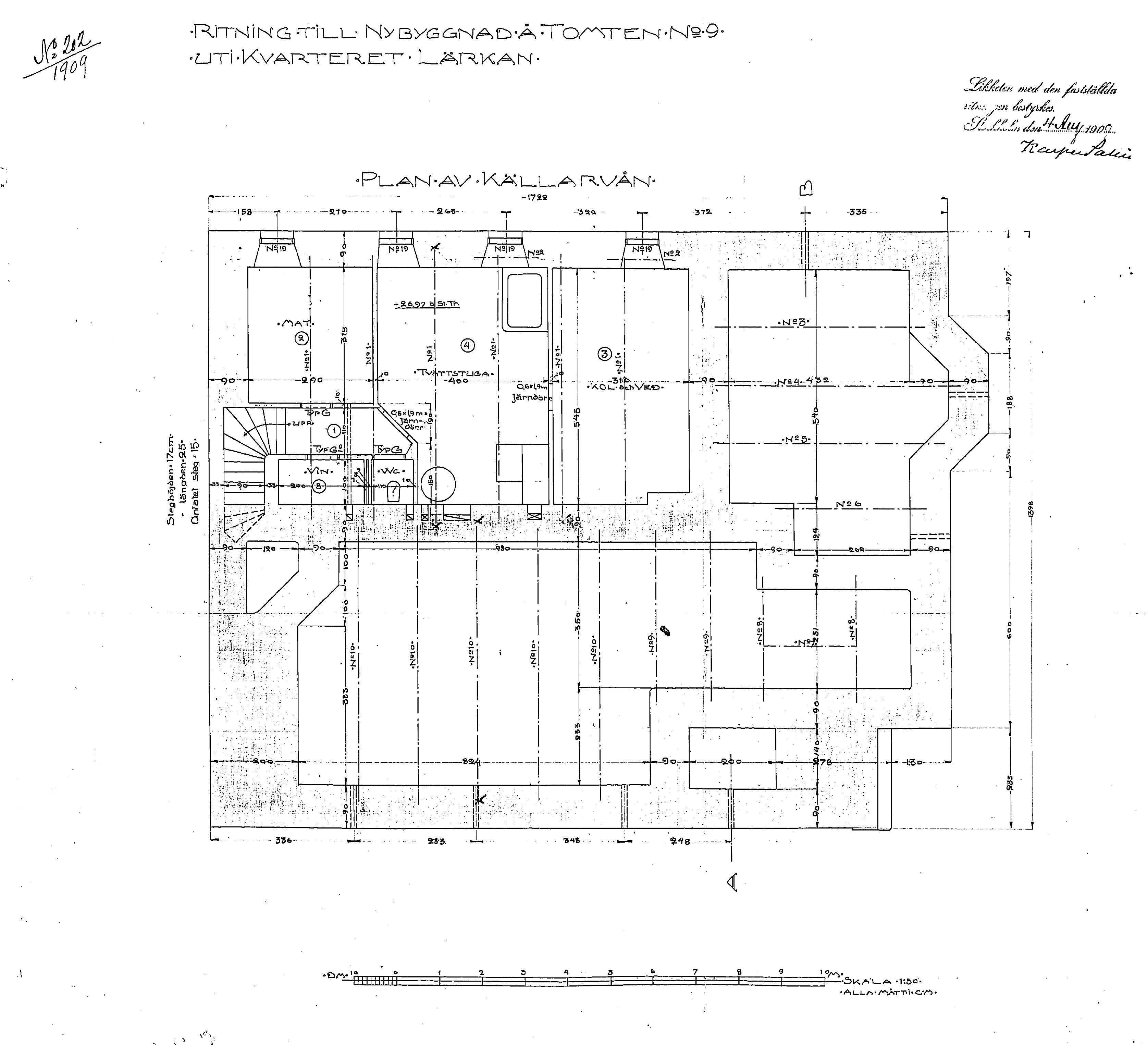
Källarvåning.
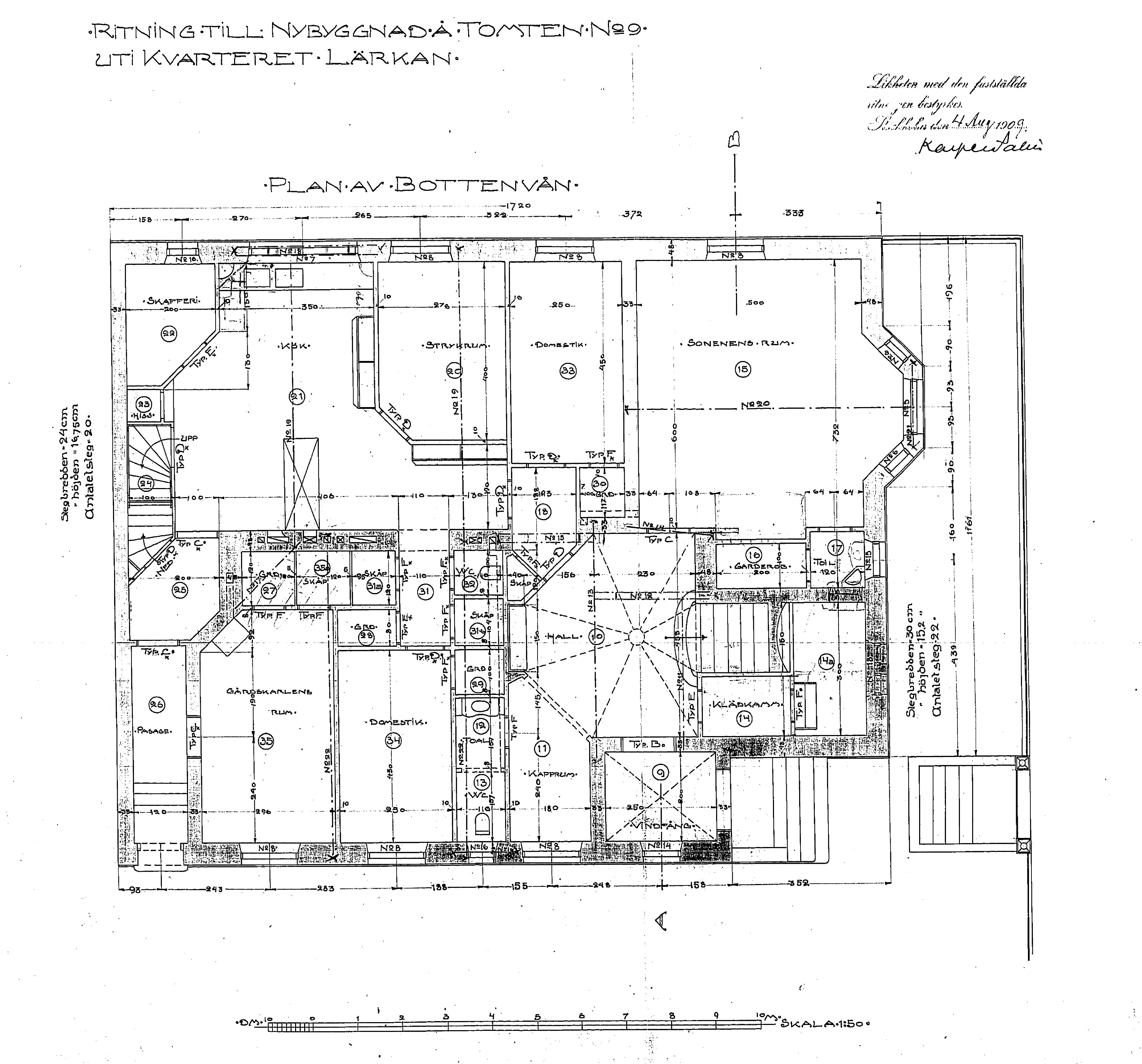
Bottenvåning.
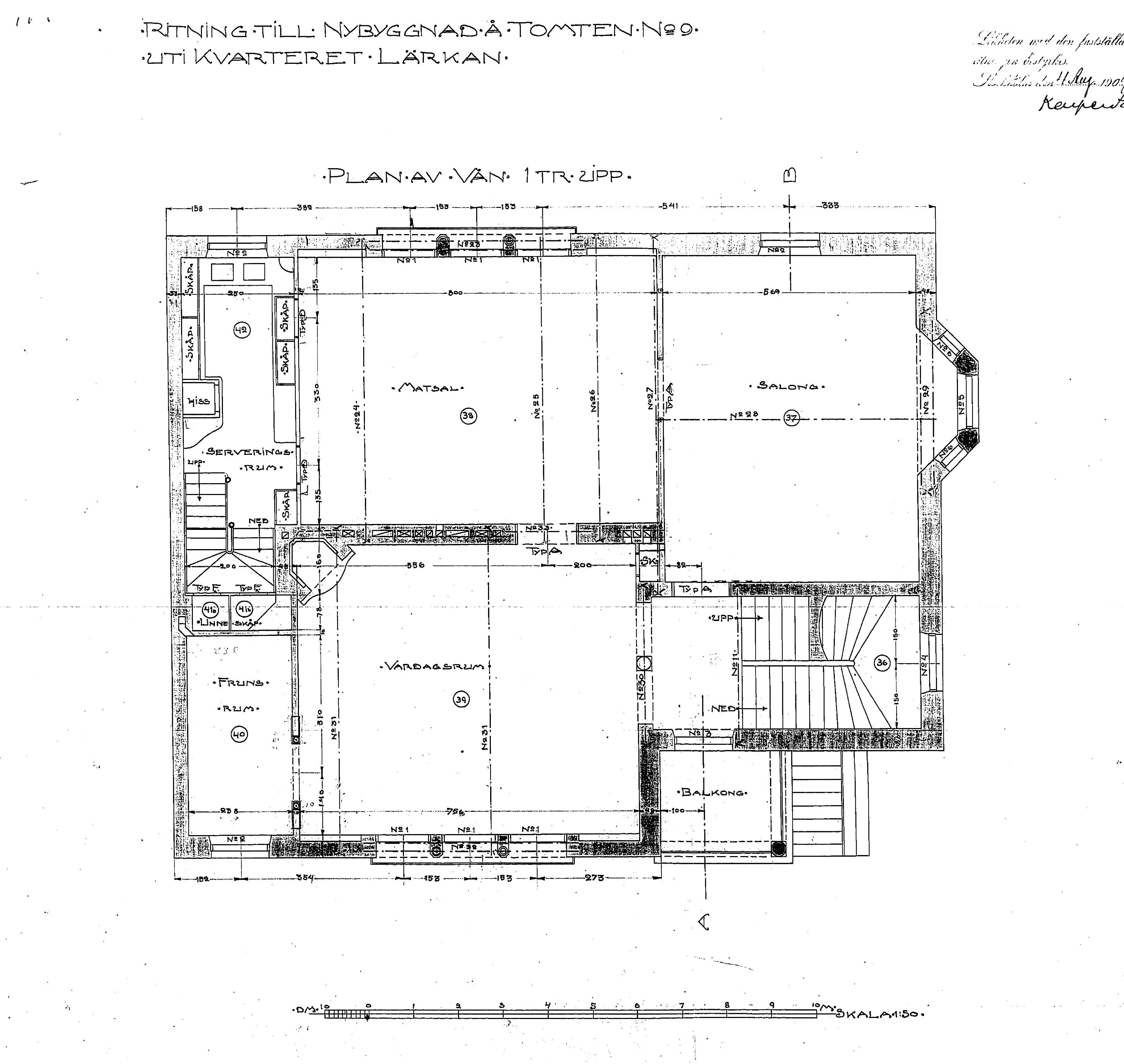
Våning 1 trappa.
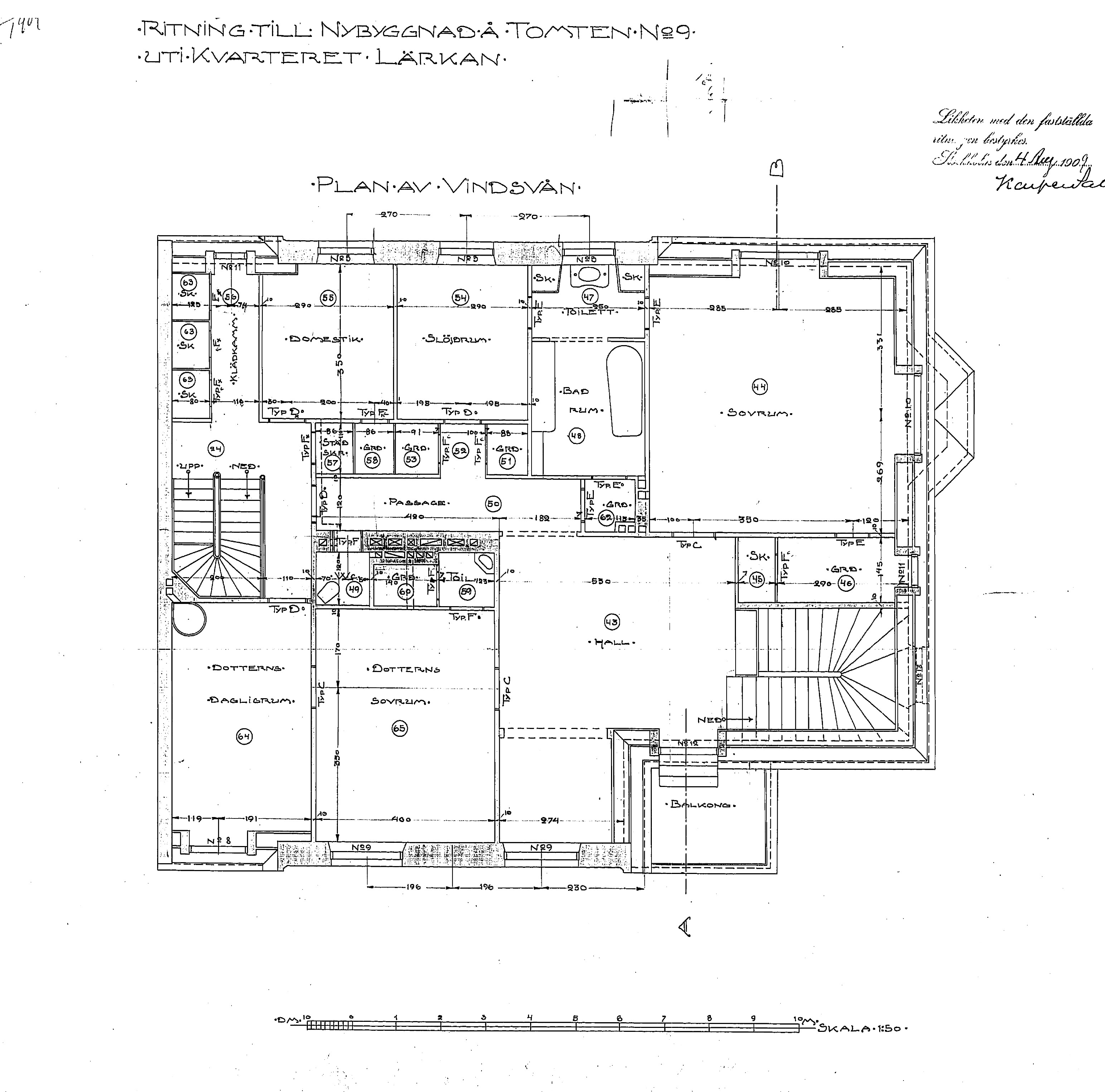
Vindsvåning.

## Nya ägare och ändringar
Enligt Stockholms adresskalender ägdes Tofslärkan 9 av Klingspor fram till 1915 då familjen flyttade till den ny uppförda Villa Stocksberg i Stocksund, även den ritad av Thorén. Fastigheten i Lärkstaden övertogs då av E.R. Johnson, grosshandlare och generalkonsul. 1925 uppger adresskalendern civilingenjören Harry Fredrik Albihn som ägare. Han var far till skådespelaren Karin Albihn som hade sin uppväxt här. Fram till 1934 var Tofslärkan 9 en enfamiljsvilla, så som Lärkans stadsplanebestämmelser föreskrev. Då inreddes på bottenvåningen (i före detta sonens rum och gårdskarlens rum) två mindre tvårumslägenheter med kokvrå och badrum.
1960 förvärvade ingenjören och uppfinnaren Torsten Ramén fastigheten (Raméns Patenter AB) som lät göra en större ombyggnad till en st större lägenhet samt två st mindre samt kontorsytor i de två övre planen (varav det översta tidigare var råvind). Hiss installerades i trapphus med entré från Valhallavägen.  Säljare till  fastigheten då var familjen Willers (riksbibliotekarie Uno Willers). Ombyggnaden färdigställdes 1961 efter arkitekt Gustaf Lettströms ritningar. Råvinden inreddes till ritsal med kontor en personhiss installerades, fasaderna höjdes till samma taklist som Tofslärkan 8 och fick sitt nuvarande utseende. I Stadsmuseets byggnadsinventering från 1977 uppges den förmögne civilingenjören John-Henry Sager som ägare från 1973? då familjen Ramén sålde fastigheten till honom. (Dessa uppgifter om Torsten Raméns ägarskap är skrivna av hans dotter Ann-Marie Steinmann (född Ramén)). 
Han (Sager) bodde dock inte här utan i närbelägna Piplärkan 13 vid Uggelviksgatan 5 dit han på 1960-talet flyttat från Sagerska husen vid Hamngatan. Idag (2022) ägs fastigheten av Geprow AB som är verksam inom uthyrning och förvaltning av egna eller arrenderade lokaler.

### Nutida bilder

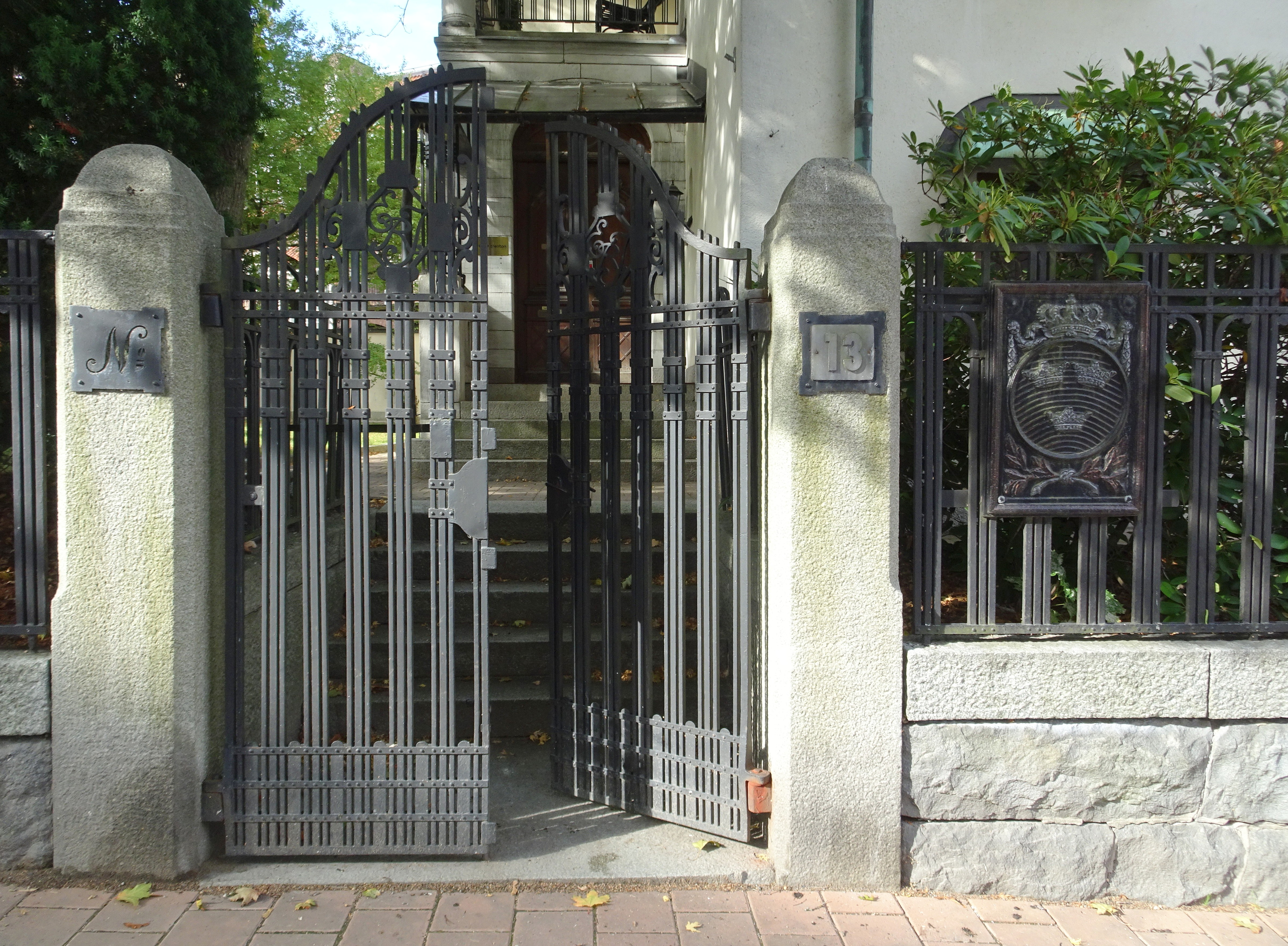
Smidesgrind Tyrgatan 13.
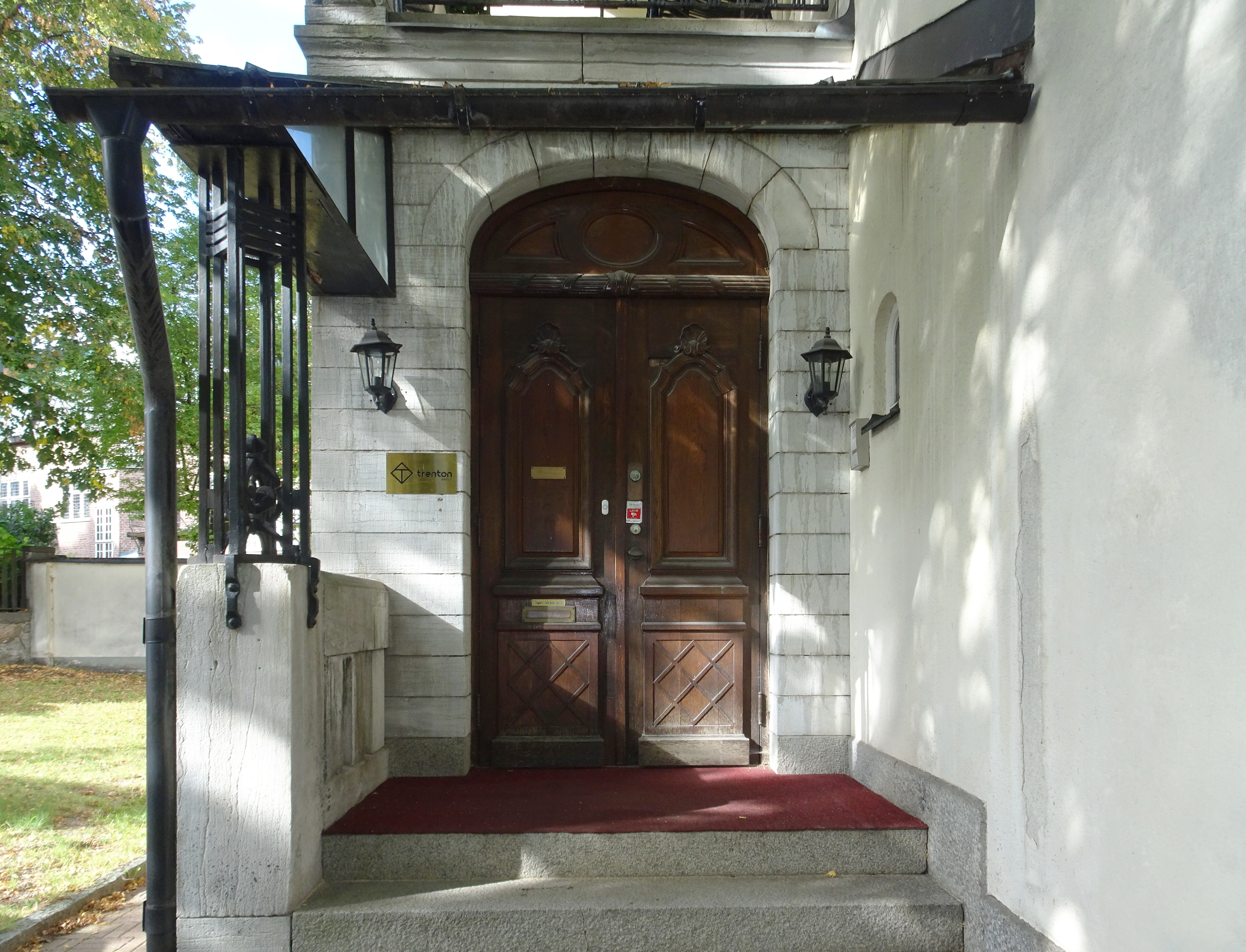
Entrén.
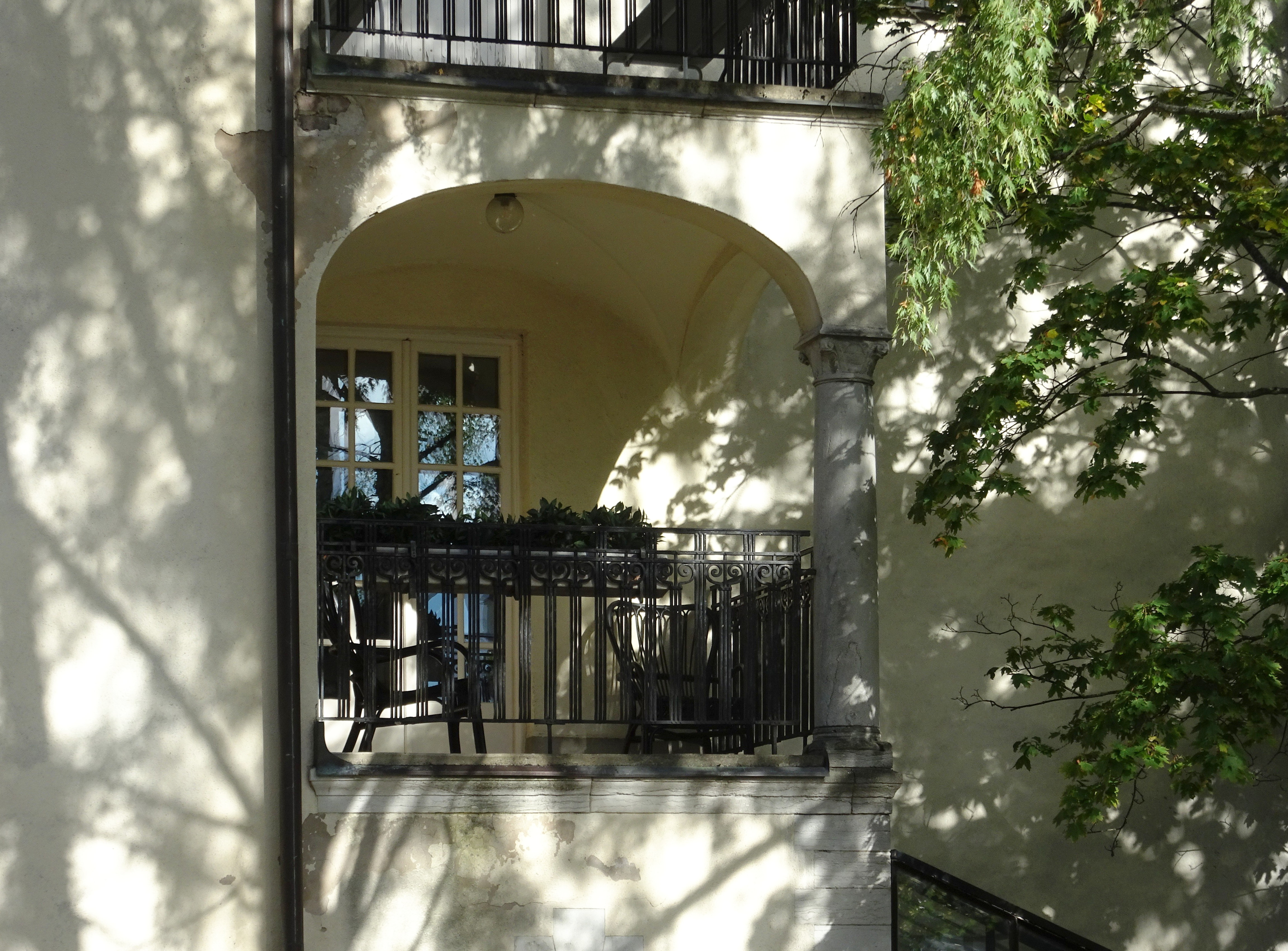
Loggian.
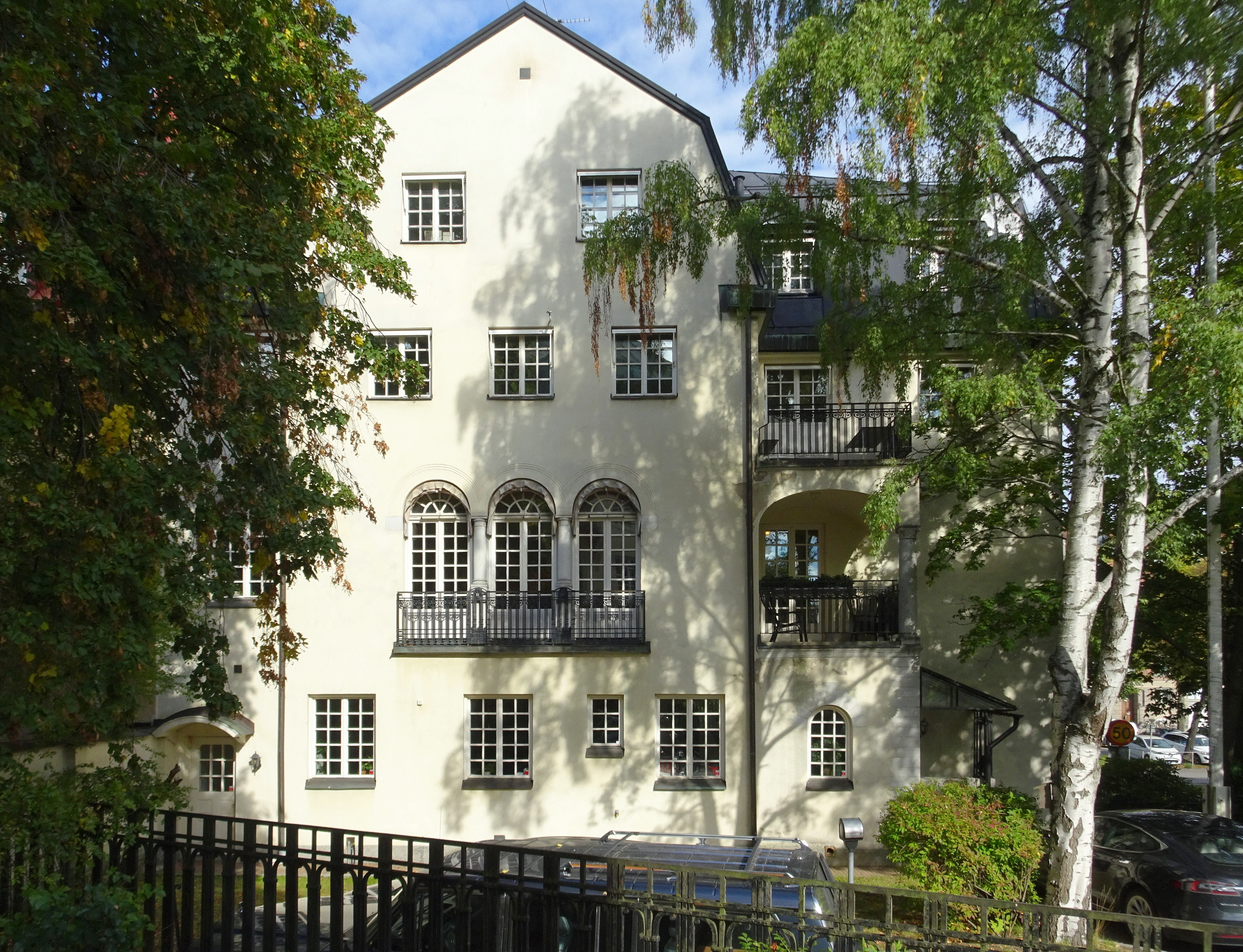
Fasaden mot gården.